# Perfect Stranger (film)
(Tagline del film.)
Perfect Stranger è un film statunitense del 2007 diretto da James Foley.

## Trama
Rowena Price è una giornalista che inizia ad indagare sull'omicidio dell'amica d'infanzia Grace Clayton, annegata e avvelenata con la belladonna. Durante le sue indagini, con la collaborazione dell'amico e collega esperto informatico Miles, scopre che la vittima aveva un legame con il noto pubblicitario Harrison Hill, e che lo ricattava minacciandolo di portare alla luce la loro relazione clandestina. Così Rowena si fa assumere come stagista all'agenzia pubblicitaria sotto il falso nome di Katherine per spiare Hill, flirtando con il capo online e nella vita reale, ma inizialmente non capisce che dall'altro capo del terminale c'è Miles, segretamente innamorato di lei.
Una sera, Hill sorprende Rowena a manomettere la sicurezza dei sistemi informativi, così per non licenziarla la invita a cena e i due si scambiano effusioni. Mentre la donna va in bagno, le squilla il cellulare che Hill prende in mano, rendendosi conto del raggiro.
Successivamente, Rowena scopre una teca a lei dedicata e foto esplicite di Miles e Grace all'interno dell'appartamento dell'uomo, così Miles è costretto a confessare che Hill ha effettivamente ucciso Grace con la belladonna, portando all'arresto di Hill.
In seguito, Miles confessa a Rowena di conoscere la verità: da piccola, il padre la molestava così la madre uccide il compagno, con Grace che vede le due seppellire il corpo. Da allora, Grace ricatta Rowena, che di contro architetta l'omicidio per porre fine al ricatto di Grace, incolpando Hill. Quando Miles chiede favori in cambio del proprio silenzio, Rowena lo pugnala a morte e poi crea artificiosamente una scena del crimine credibile. La donna quindi chiama la polizia, affermando di essere stata aggredita da Miles e che potrebbe essere lui il vero assassino. Nel frattempo, un uomo ha visto tutta la scena poiché affaccia a una vicina finestra.

## Accoglienza
Perfect Stranger è stato stroncato dalla critica, con un voto positivo dell'11% su Rotten Tomatoes, su una base di 138 recensioni.

## Distribuzione
Il film è stato proiettato nelle sale a partire dal 12 aprile 2007 in Germania, Ungheria, Portogallo e Paesi Bassi, e dal 13 aprile 2007 in Italia, Spagna, Norvegia, Regno Unito e Stati Uniti.

## Edizione home video
Perfect Stranger è stato pubblicato il 21 agosto 2007 su DVD e Blu-ray Disc.